# Лицевой диск
Лицевой диск (в орнитологии) — это складки кожи вместе с расположенным вокруг клюва концентрическими рядами жестких перьев. Лицевой диск имеется преимущественно у сов. Перья диска подвижны и позволяют регулировать ширину ушных щелей с целью оптимального восприятия звуковых волн. Перья лицевого диска имеют особую структуру, которая помогает лучше улавливать звуки.
По форме лицевой диск представляет собой параболу, которая собирает звуковые волны и направляет их к уху. Эти образования повышают чувствительность восприятия звуков у сов, позволяя определить местоположение жертвы по звуку под снегом, в траве или растительном покрове.
Лучше всего лицевой диск выражен у сипухи, тогда как у бородатой неясыти он имеет наибольшие размеры среди птиц — до 110 мм.